# Buzeni, Botoșani
Buzeni este un sat în comuna Bălușeni din județul Botoșani, Moldova, România.